# Conjunto de teselas autoteseladas

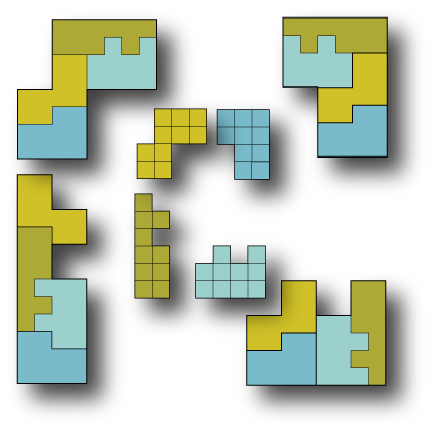
Figura 1: Un conjunto de orden 4 de teselas autoteseladas 'perfecto'

Un conjunto de teselas autoteselado, o reconjunto (en inglés, setiset), de orden n es un conjunto de n formas o piezas, generalmente planas, cada una de las cuales puede revestirse con réplicas más pequeñas del conjunto completo de n formas. Es decir, las n formas se pueden ensamblar de n formas diferentes para crear copias más grandes de sí mismas, donde el aumento de escala es el mismo en cada caso. La Figura 1 muestra un ejemplo para n = 4 usando decominós con una forma distinta. El concepto puede ampliarse para incluir piezas de mayor dimensión. El nombre setisets fue acuñado por Lee Sallows en 2012, pero el problema de encontrar dichos conjuntos para n = 4 fue planteado décadas antes por C. Dudley Langford, y ejemplos para poliábolos (descubiertos por Martin Gardner, Wade E. Philpott y otros) y poliominós (descubiertos por Maurice J. Povah) fueron publicados previamente por Gardner.

## Ejemplos y definiciones

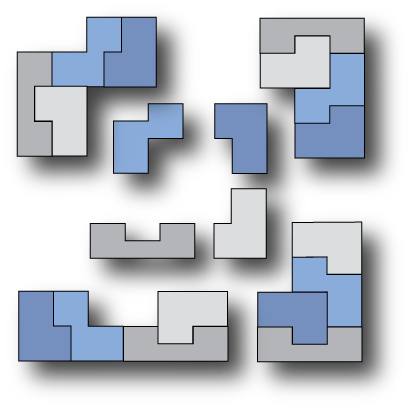
Figura 2: Un conjunto con una pieza duplicada

De la definición anterior se deduce que un conjunto compuesto por n piezas idénticas es lo mismo que un 'mosaico autorreplicante' o repitesela, del cual los reconjuntos son, por lo tanto, una generalización. Los reconjuntos que utilizan n formas distintas, como la Figura 1, se denominan perfectos. La Figura 2 muestra un ejemplo para n = 4 que es imperfecto porque dos de las formas que lo componen son iguales.
Las formas empleadas en un conjunto no necesitan ser regiones "conexas". También se permiten piezas disjuntas compuestas por dos o más islas separadas. Estas piezas se describen como "desconectadas" o "débilmente conectadas" (cuando las islas se unen solo en un punto), como se ve en el conjunto que se muestra en la Figura 3.
La menor cantidad de piezas en un reconjunto son dos. La Figura 4 encapsula una familia infinita de conjuntos de conjuntos de orden 2, cada uno compuesto por dos triángulos, P y Q. Como se muestra, estos últimos pueden unirse entre sí para producir un triángulo compuesto que tiene la misma forma que P o Q, dependiendo de si la bisagra está completamente abierta o completamente cerrada. Este espécimen inusual proporciona un ejemplo de disección articulada.

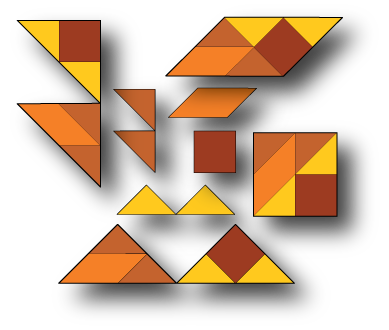
Figura 3: Un reconjunto que muestra piezas débilmente conectadas

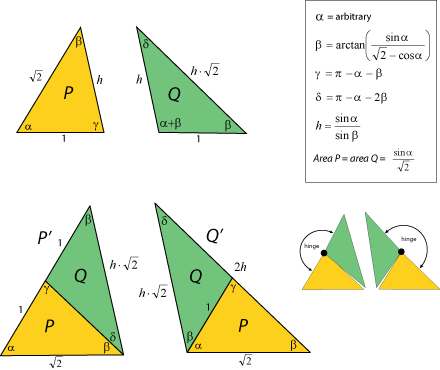
Figura 4: Una familia infinita de reconjuntos de orden 2

## Inflación y deflación

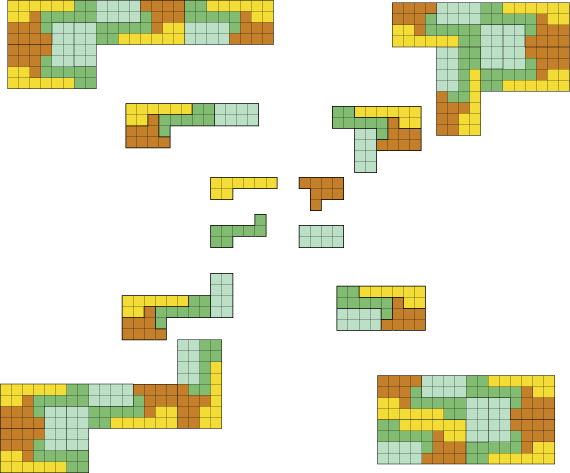
Figura 5: Un reconjunto de orden 4 usando octominós. Se muestran dos etapas de inflación

Las propiedades de los reconjuntos significan que sus piezas forman teselados de sustitución, o teselados en los que las prototeselas pueden diseccionarse o combinarse para producir duplicados más pequeños o más grandes de sí mismos. Claramente, las acciones gemelas de formar copias cada vez más grandes (conocida como inflación), o disecciones cada vez más pequeñas (deflación), pueden repetirse indefinidamente. De esta manera, los reconjuntos pueden producir teselados no periódicos. Sin embargo, ninguno de los teselados no periódicos descubiertos hasta ahora calificados como aperiódicos, porque las prototeselas siempre se pueden reorganizar para producir un teselado periódico. La Figura 5 muestra las dos primeras etapas de inflación de un conjunto de orden 4 que conducen a un teselado no periódico.

## Bucles

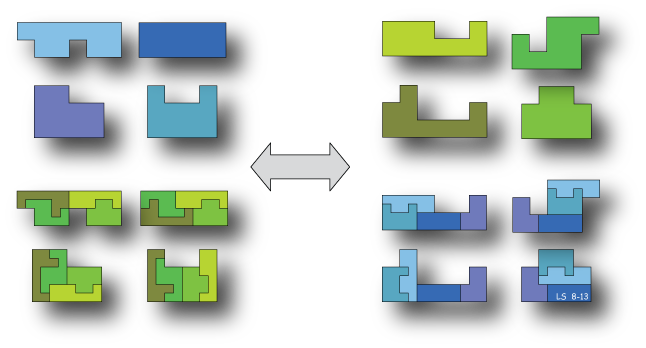
Figura 6: Un bucle de longitud 2 usando decominós

Además de los conjuntos de teselas autoteselados, que pueden interpretarse como bucles de longitud 1, existen bucles más largos, o cadenas cerradas de conjuntos, en los que cada conjunto tesela a su sucesor. La Figura 6 muestra un par de conjuntos de decominós en teselado mutuo, en otras palabras, un bucle de longitud 2. Sallows y Schotel hicieron una búsqueda exhaustiva de conjuntos de orden 4 que se componen de octominós. Además de siete conjuntos de bucles ordinarios (es decir, bucles de longitud 1), encontraron una sorprendente variedad de bucles de cada longitud hasta un máximo de 14. El número total de bucles identificados fue de casi un millón y medio. Queda por realizar más investigaciones en esta área, pero parece seguro suponer que otras formas también pueden implicar bucles.

## Métodos de construcción
Hasta la fecha, se han utilizado dos métodos para producir reconjuntos. En el caso de reconjuntos compuestos por formas como poliominós, que implican tamaños de piezas enteros, es posible una búsqueda por fuerza bruta por ordenador, siempre que n, el número de piezas implicadas, no sea prohibitivo. Se demuestra fácilmente que n debe ser entonces un cuadrado perfecto. Las figuras 1,2,3,5 y 6 son ejemplos encontrados con este método.
Alternativamente, existe un método mediante el cual se pueden diseccionar múltiples copias de un mosaico de repiteselas de ciertas maneras para producir formas que creen reconjuntos. Las figuras 7 y 8 muestran reconjuntos producidos por este medio, en los que cada pieza es la unión de 2 y 3 repiteselas, respectivamente. En la Figura 8 se puede ver cómo las 9 piezas de arriba juntas forman las 3 formas de teselados de repiteselas de abajo, mientras que cada una de las 9 piezas está formada por la unión de 3 formas de repiteselas. Por lo tanto, cada forma se puede combinar con duplicados más pequeños del reconjunto completo de 9.

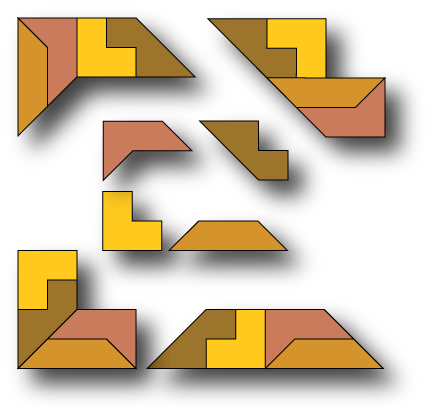
Figura 7: Una repitesela basada en un conjunto de orden 4

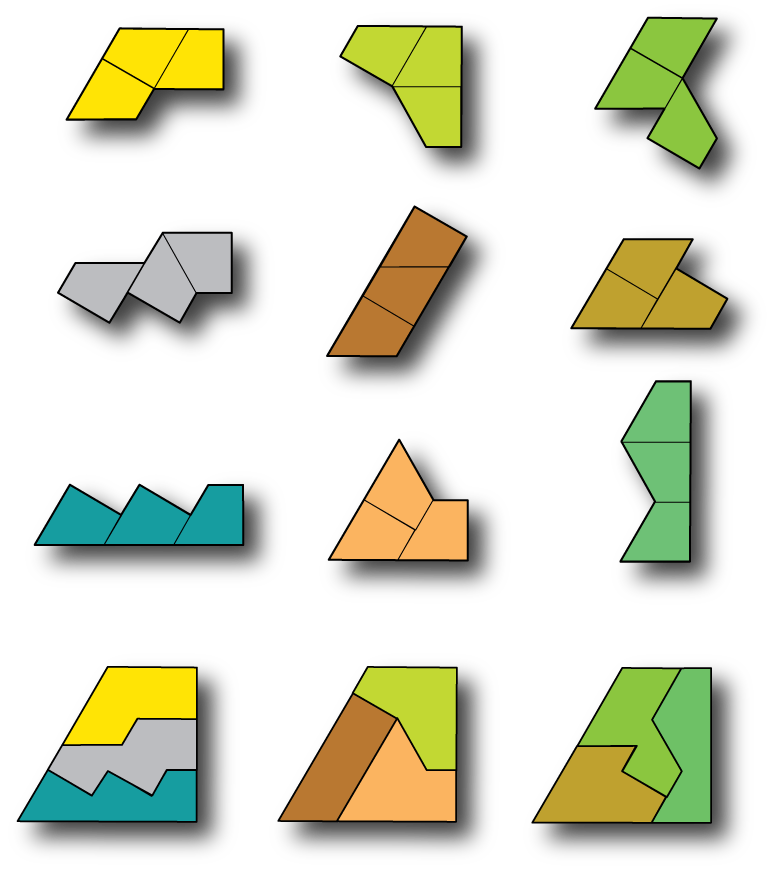
Figura 8: Un conjunto de mosaicos de orden 9 basado en repiteselas